# Марко Перичин Камењар
Марко Перичин Камењар (Гргуревци, код Сремске Митровице, 24. март 1912 — Нови Сад, 22. децембар 1982) био је учесник Народноослободилачке борбе, генерал-пуковник ЈНА и народни херој Југославије.

## Биографија
Рођен је 24. марта 1912. у Гргуревцима, селу у тадашњем Сремскомитровачком срезу, који је био у саставу Сремске жупаније унутар Аустроугарске. Његови родитељи Ђорђе Ђока Перичин (1887—1933) и Драгиња, рођена Милојевић, из Кузмина, имали су поред њега, ћерку Љубицу (1909) и синове Живана (1914) и Радована (1919). Као најстарије мушко дете, Марко је по тада неписаном правилу у Срему добио име по деди. Потицао је из некада добростојеће земљорадничке породице, која је током 1920их нагло осиромашила, због болести Марковог оца, који се током Првог светског рата разболео од туберкулозе костију. Услед великих трошкова лечења, морали су распродати скоро сву земљу.
Осиромашена породица није могла школовати децу, која су се од најранијих дана, заједно са мајком, бавила земљорадничким пословима, укључујући и одласке у надничење. Након завршене основне школе, сва деца Ђоке и Драге, пошла су на изучавање заната — Љубица је завршила кројачки, Живан и Радован пекарски, а Марко коларски занат. Средњи брат Живан, разочаран тешким радничким животом, након завршетка заната, уписао се у Подофицирску школу и постао војно лице. Своје шегртовање, Марко је започео 1921. код једног Швабе у Гргуревцима. Потом је наставио у Манђелосу, а завршио 1928. у Сремској Митровици.
Као млади калфа, у време почетка велике економске кризе, променио је велики број мајстора. На ово је утицала и његова радозналост и жеља да се упозна са начином рада што већег броја мајстора, па је тако до одласка у војску радио у Ноћају, Јаску, Малој Ремети, Бешенову, Шашинцима, Беочину и Букину. Војну обавезу у Југословенској војсци одслужио је 1933. и 1934. у Призрену, где је био проглашен за најбољег војника у пуку. Након повратка из војске, дошао је у родно место, где је у дворишту рођака Бранка Лаловића почео да ради као колар. Како је Лаловић држао кафану, Марко му је често помагао. Увидевши његову сналажљивост у угоститељском послу, рођак му је у потпуности препустио вођење кафане, која је постала надалеко позната, а гости су долазили чак из Дивоша, Лежимира, Черевића и др.
Гргуревци су, уз Лаћарак, били једно од ретких села у Срему, у коме је у годинама непосредно пре избијања рата, постојала партијска организација тада илегалне Комунистичке партије Југославије (КПЈ). Ово је била заслуга столарског занатлије Карла Бернаса (1890—1941), који је поред занатске радионице имао и хмељарник и био власник вршалице. Бернас је био убеђени комуниста, учесник Мађарске револуције 1919. и члан КПЈ од 1922. године. Имао је велики утицај на Гргуревчане, код којих је стекао велико поверење, након што их је предводио у борби против покушаја разоравања сеоског пашњака у зиму 1933/34. године. Његовом заслугом на парламентарним изборима децембра 1938. победу у Гргуревцима је однела листа Уједињене опозиције, док је у целом Сремскомитровачком срезу победила владајућа Југословенска радикалска заједница. Бернас је у селу основао књижницу и читаоницу, у којој су се налазиле и тада забрањене комунистичке књиге, а поред тога у селу његовом иницијативом основан певачки хор, оркестар и фудбалски клуб. Одређени број омладинаца из села био је окупљен око Бернаса и његове читаонице, а један од њих је био и Марко. Иако тада није био комуниста, нити кандидат за члана КПЈ, од стране месне партијске организације био је окарактерисан као симпатизер, односно један од оних на које се може рачунати у будућности.

### Априлски рат и одлазак у партизане
Према попису становништва из 1931. у Гргуревцима је живело око 2.000 мештана. Становништво је било углавном српско (80%), а било је и Немаца (18%). У годинама пред почетак Другог светског рата већи део немачког становништва био је активан у Културбунду, који се иако примарно културна организација, током година претворио у пронацистичку организацију. Насупрот њима, било је неколико немачких породица, које су биле изразито антинацистички опредељене. Почетком 1941. у Југославији се све више осећало колебање Владе Цветковић-Мачек око приступања Тројном пакту, што је кулминирало у марту, када је након потписивања Тројног пакта, изведен војни пуч и збачени Влада и Намесништво. Пар дана након пуча, Марко Перичин је заједно са групом мештана, мобилисан у Југословенску војску. Његов ратни распоред био је допунски батаљон 17. пешадијског пука у Винковцима, који је формиран тек након напада на Југославију, 6. априла 1941. и упућен према Доњем Михољцу, на југословенско-мађарску границу. Када су сутрадан стигли до Валпова, видели су да се сва војска повлачи ка Сави, па су следећег дана и они кренули ка Босанском Шамцу. На овом путу су прошли кроз Ђаково, где су се сукобили са франковцима и усташама. Очекујући да ће на Сави бити пружен снажнији отпор непријатељу, разместили су се у селима око Шамца, где су од локалног становништва сазнали да је у Загребу проглашена Независна Држава Хрватска (НДХ). Потом су кренули ка Добоју, али су успут добили вест о капитулацији. Групи Сремаца, међу којима је био и Марко, један резервни поручник, родом из Батроваца, саветовао је да избегну заробљавање и врате се кућама, што су и учинили. Након преласка Саве, поделили су се у више мањих група, а Марко је отишао у Дивош, код пријатеља, где је добио информацију да су након доласка немачке војске, домаће Швабе преузеле власт у селу и да постоји списак од 25 људи које треба похапсити и стрељати и да се он налази на овом списку. Потом је отишао у Лежимир, где му је живела мајка, која се након смрти оца преудала у ово место. На заузимање неколико старијих Шваба из Гргуреваца, овај списак је био одбачен и ствари су се смириле, па се Марко почетком маја 1941. вратио у село и настанио код рођака Јефте Перичина. У краткотрајном Априлском рату, учествовала су и Маркова браћа. Радован је одведен у у заробљеништво у Немачкој, а Живан, који је био активни поднаредник, успео је да се након много перипетија, почетком јуна 1941. врати у Гргуревце.
Крајем јула 1941. догодио се инцидент у Свилошу, када су браћа Јован и Ранко Драгић у самоодбрани убили двојицу усташких жандарма. Немачко-усташкој власти ово је био повод да ухапси 43 мештана и одведе их у затвор у Илоку, где су од стране покретно преког суда осуђени на смрт, након чега су стрељани. Овај злочин одјекнуо је околним фрушкогорским селима и код људи изазвао бес и пркос према окупатору, а посебно према фолксдојчерима и усташама. Очекујући да се и у Гргуревцима догоди некакав инцидент, који би био повод за масовно стрељање, домаћи фолксдојчери су почели са изазивањем људи. Познат по својој бунтовној нарави, Марко им се учинио погодним, па су једне вечери, двојица фолксдојчера дошла у кафану и села за његово сто. Одмах су са њим почели разговор о догађају у Свилошу, а потом почели да га изазивају, након чега је Марко једног ударио, док је други успео да побегне. Након туче са Немцима, Марко је напустио село и отишао у шуму, док је његов брат Живан био ухапшен и одведен у Сремску Митровицу. У скривању у оближњој шуми, доста му је помогао општински лугар Штир, иначе домаћи Немац, преко кога се повезао са Карлом Бернасом и Жиком Мијатовићем. Након пар дана, Живан је успео да се врати из Митровице, а после договора са Марком, пошао је у Београд, како би пронашао везу за њихов одлазак у партизане, пошто су чули да је у Србији избио устанак. Ипак, од плана за одлазак у партизане, одустао је на савет Бернаса, пошто му је овај саветовао да остане на Фрушкој гори, због акције коју припрема. Бернас је активно учествовао у организацији бекства политичких затвореника-комуниста из митровачког затвора и рачунао је на Марка у њеном извршењу.
Половином августа 1941. упознао се са групом омладинаца, која је била одређена да сачека затворенике, након изласка из затвора и одведе их у Фрушку гору. У овој групи су између осталих били Бошко Палковљевић Пинки, Јован Штоковац и Љуба Момчиловић. У ноћи 21/22. августа 1941. група од 32 политичка затвореника-комуниста успела је да изврши бекство из сремскомитровачког затвора копањем подземног канала дугог 14 метара. Одмах по њиховом изласку, група за прихват, предвођена Марком, повела их је према Великим Радинцима и Шуљму, у чијој су околини преданили, а сутрадан увече су отишли на предвиђено место за боравак, у близини Летенке. Добром организацијом и добрим избором места за логор, група је успела да остане неоткривена, упркос масовној рацији која је извршена. Доласком групе омладинаца и бивших робијаша на Фрушку гору, формирана је прва фрушкогорска партизанска група, а након доласка још неких другова, као и једне наоружане десетине из Ирига, предвођене Јованом Бељанским Лалом, створено је језгро за формирање Фрушкогорског партизанског одреда. Одред је званично формиран 9. септембра 1941. и имао је око 60 бораца. Марко Перичин је тада званично постао партизан и добио своје партизанско име — Камењар.

### Народноослободилачка борба
У Комунистичку партију Југославије (КПЈ) примљен је 15. марта 1942. године.
Камењар је у току рата прошао многе борбе и дужности, од борца до команданта дивизије. Априла 1942. године постављен је на дужност командира чете; половином исте године за команданта батаљона; марта 1943. за команданта Фрушкогорског, а затим Трећег сремског партизанског одреда. Приликом формирања Прве војвођанске ударне бригаде, 11. априла 1943. године, постављен је за њеног команданта. Под његовом командом ова бригада се истакла 1943. године у борбама за одбрану слободне територије Бирча; у ослобођењу Сребренице; у борбама на Мајевици, око Брчког, Тузле; у Срему у Гргуревцима и Босутским шумама и поново у источној Босни.
За велику храброст и умешно командовање јединицама, Камењар је у току рата три пута похваљиван наредбом Врховног команданта НОВ и ПОЈ маршала Јосипа Броза Тита. Нарочито се истакао у борбама на Фрушкој гори, код Чардака, где је захваљујући његовој храбрости, разбијена једна усташка бојна. У борбама против Немаца код Дворца, у Босутским шумама, 1942. године, иако рањен, повео је своју јединицу на јуриш и обезбедио велику победу. Примерну храброст показао је у источној Босни у борбама на Малешевцима, новембра 1942. и нападу на Власеницу 1943. године; при форсирању Дрине септембра 1944. године, као и у свим каснијим борбама под његовом командом.
Марта 1944. године, Камењар је постављен за команданта 36. војвођанске дивизије. У јулу преузима команду над 16. војвођанском дивизијом и на тој дужности је остао до завршетка рата. Дивизија се истакла у борбама вођеним у источној Босни и у ослобађању западне Србије и Београда. Затим после пребацивања преко Саве у Срем и уласка у састав 12. корпуса у ослобађа: Стару Пазову, Ириг, Руму, Сремску Митровицу. Касније се пребацује, форсирањем Дунава, у Бачку и ослобађа Опатовац и Мохово, а у завршним операцијама за ослобођење Југославије продире до Дравограда.

### Послератни период
После ослобођења Југославије, остао је у Југословенској народној армији (ЈНА), где је обављао разне одговорне дужности. Био је командант дивизије, корпуса и Војног подручја. Био је и члан Опуномоћства ЦК СКЈ за ЈНА. Завршио је Војну академију „Фрунзе” у Совјетском Савезу и Вишу војну академију ЈНА, 1954. године. Био је командант Главног штаба Територијалне одбране САП Војводине и активан друштвено-политички радник. Биран је за посланика Народне скупштине НР Србије и Савезне народне скупштине у више сазива. Војну каријеру завршио је у чину генерал-пуковника ЈНА 1963. године.
Умро је 22. децембра 1982. године у Новом Саду. Сахрањен је у Алеји народних хероја и истакнутих револуционара на Градском гробљу у Новом Саду.

## Одликовања и признања
Носилац је Партизанске споменице 1941. и других југословенских одликовања, међу којима су:
- Орден партизанске звезде са сребрним венцем, одликован 1944.
- Орден братства и јединства са златним венцем, одликован 1944.
- Орден заслуга за народ са златном звездом, одликован 1945.
- Орден за храброст, одликован 1946.
- Орден ратне заставе, одликован 1953.
- Орден народне армије са златном звездом, одликован 1956.
- Орден за војне заслуге са великом звездом, одликован 1960.
- Орден народног ослобођења, одликован 1972.
- Орден југословенске заставе са лентом, одликован 1982.

Орденом народног хероја одликован је 20. децембра 1951. године. Истим Указом (161/49) одликована је група од 65 генерала и официра Југословенске армије (ЈА), међу којима су били Маркови саборци из Срема — Коста Нађ и Петар Матић Дуле.
Одликован је такође и совјетским Орденом Кутузова првог степена и бугарским Орденом за храброст.
Његово име носи 13 улица у градовима и селима широм Војводине, а нека од ових места су — Сремска Митровица, Суботица, Рума, Врбас, Бачка Паланка, Нови Бечеј, Футог, Батајница и др. У Сремској Митровици постоји насеље Камењар, које носи назив по њему, јер је изграђено у улици са његовим именом. У његовом родном селу Гргуревцима једна улица носи његово име, а на центру села му је подигнута спомен-биста.

## Фото-галерија
- Марко Перичин Камењар
- Споменик у Гргуревцима
- Гроб Марка Перичина Камењара, Алеја народних хероја и истакнутих револуционара, Нови Сад